# Cordovilla
Cordovilla is een gemeente in de Spaanse provincie Salamanca in de regio Castilië en León met een oppervlakte van 15,84 km². Cordovilla telt 129 inwoners (1 januari 2016).

## Demografische ontwikkeling
Bron: INE, 1857-2011: volkstellingen